# Sepiola aurantiaca
Sepiola aurantiaca е вид главоного от семейство Sepiolidae. Видът не е застрашен от изчезване.

## Разпространение и местообитание
Разпространен е във Великобритания, Германия, Дания, Джърси, Ирландия, Испания, Италия (Сардиния и Сицилия), Малта, Ман, Монако, Норвегия и Франция (Корсика).
Обитава океани и морета.